# جری گلونواری
جری گلونواری (نام علمی: Neomixis striatigula) نام یک گونه از سرده جری‌ها است.